# François Eugène Berger
François Eugène Berger est un homme politique français né le 10 janvier 1829 à Cholet (Maine-et-Loire) et décédé le 13 février 1903 à Paris.

## Carrière
Élève de l'École d'administration, avocat en 1851, il est conseiller de préfecture en 1853, sous-chef de cabinet du ministre de l'Intérieur en 1857 et chef du personnel en 1860. Il est député de Maine-et-Loire de 1866 à 1870, candidat officiel soutenant le régime, puis de 1876 à 1881 et de 1885 à 1893, siégeant au groupe bonapartiste de l'Appel au peuple. Il est conseiller général du canton de Seiches-sur-le-Loir de 1864 à 1870 et du canton de Durtal de 1873 à 1878.

## Sources
- « François Eugène Berger », dans le Dictionnaire des parlementaires français (1889-1940), sous la direction de Jean Jolly, PUF, 1960 [détail de l’édition]
- « François Eugène Berger », dans Adolphe Robert et Gaston Cougny, Dictionnaire des parlementaires français, Edgar Bourloton, 1889-1891 [détail de l’édition]